# Папські колегії
Папські (римські) колегії (лат. Pontificium collegium, італ. Pontificio collegio) — національні колегії, засновані в Римі з ініціативи римських папів, кардиналів і єпископів для підвищення рівня освіти національного католицького духовенства інших країн і народів, а також для праці на території країн, які перебувають під впливом інших віроісповідань.

## Список папських колегій
- Тевтонська колегія[en], заснована в 1399 році, згодом поділена на дві:
  - Папська тевтонська колегія Діви Марії делль Аніма, розформована в 1859 році;
  - Тевтонська колегія дель Кампо Санто, заснована в 1876 році;
- Колегія Капраніка[it], заснована в 1457 році;
- Папська ефіопська колегія[it], заснована в 1481 році;
- Папська німецько-угорська колегія, заснована в 1552 році;
- Папська велика Римська семінарія[it], заснована в 1565 році;
- Папська грецька колегія святого Атанасія, заснована в 1576 році;
- Англійська колегія[en], заснована в 1579 році;
- Папська маронітська колегія[fr], заснована в 1584 році;
- Папська шотландська колегія[en], заснована в 1600 році;
- Папська Урбаніанська колегія Пропаганди Віри, заснована в 1622 році;
- Папська ірландська колегія[en], заснована в 1628 році;
- Папська церковна академія, заснована в 1701 році;
- Папська ломбардська семінарія[it], заснована в 1854 році;
- Папська бельгійська колегія[en], заснована в 1844 році;
- Колегія Беди[en], заснована в 1852 році;
- Папська французька семінарія[it], заснована в 1853 році;
- Папська латиноамериканська колегія Пія[es], заснована в 1857 році;
- Папська північноамериканська колегія[en], заснована в 1859 році;
- Папська польська колегія[pl], заснована в 1866 році;
- Папська вірменська колегія[de], заснована в 1883 році;
- Папська колегія Непомука[it], заснована в 1884 році;
- Папська іспанська колегія святого Йосифа[es], заснована в 1892 році;
- Апостольська Леоніанська колегія, заснована в 1897 році;
- Українська папська колегія святого Йосафата, заснована в 1897 році;
- Папська португальська колегія[pt], заснована в 1900 році;
- Папська хорватська колегія святого Ієроніма, заснована в 1901 році;
- Папська мала Римська семінарія[it], заснована в 1913 році;
- Руссікум[it], заснована в 1929 році;
- Папська канадська колегія[de], заснована в 1932 році;
- Папська бразилійська колегія Пія[pt], заснована в 1934 році;
- Папська румунська колегія Пія[ro], заснована в 1937 році;
- Папська литовська колегія святого Казимира[en], заснована в 1945 році;
- Папська словенська колегія, заснована в 1960 році;
- Папська філіппінська колегія[en], заснована в 1961 році;
- Папська мексиканська колегія, заснована в 1967 році;
- Centrum Laicum ad Foyer Unitas[en], заснований в 1986 році;
- Папська словацька колегія святих Кирила і Методія[it], заснована в 1997 році;
- Папська корейська колегія[de], заснована в 2001 році;
- Папська колегія святого Єфрема[de], заснована в 2003 році.